# 덕투어

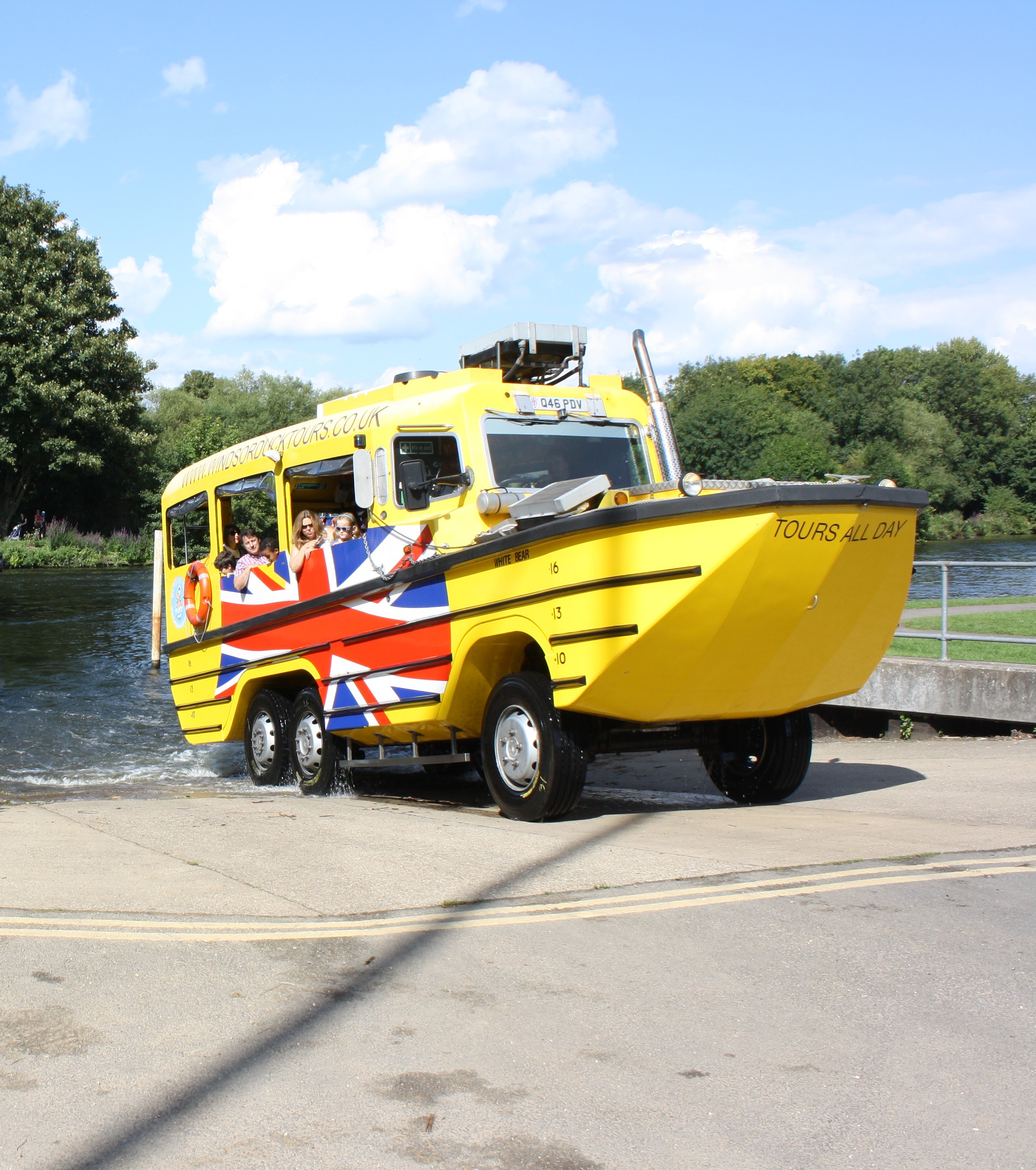

덕 투어(Duck Tour)는 관광용으로 만들어진 수륙 양용 자동차이다. 도로 위를 달릴 때의 모습이 오리와 비슷하다고 해서 그런 이름이 붙여졌다.

## 기원
최초의 "덕 투어" 회사는 1946년 위스콘신 주 위스콘신 델스(Dells)에서 멜 플래스(Mel Flath)와 밥 엉거(Bob Unger)에 의해 시작되었다. 플래스의 회사는 이후 소유권이 변경되었지만 여전히 오리지널 위스콘신 덕스(Original Wisconsin Ducks)라는 이름으로 운영되고 있다. 그의 가족은 위스콘신 델스 에어리어(Wisconsin Dells Area)에서 델스 아미 덕스(Dells Army Ducks)라는 오리 회사를 계속 운영하고 있다.